# Topher Grace
Christopher John Grace, ameriški filmski in televizijski igralec, * 12. julij 1978 New York City, ZDA.
Topher Grace je najbolj znan po vlogah Erica Formana v najstniškem sitcomu Oh, ta sedemdeseta (1998–2005) in Eddieja Brocka/Venoma v superjunaškem filmu Spider-Man 3 (2007). Igral je tudi v kriminalni drami Preprodajalci (2000), drami Nasmeh Mone Lise (2003), romantičnih komedijah Osvoji Ljubezen! (2004), V dobri družbi (2004) in Valentinovo (2010) ter akcijski film Predatorji (2010). Od takrat je v stranski vlogi nastopil v znanstvenofantastičnem filmu Medzvezdje (2014) in kriminalni drami Črni KKKlanovec (2018). Od leta 2021 do 2023 je igral glavno vlogo v humoristični seriji ABC Home Economics.